# Relegatio in insulam
La relegatio in insulam, nell'antico ordinamento giuridico romano era la pena a cui erano sottoposti coloro che si rendevano colpevoli di determinati delitti, come l'adulterio, lo stuprum, il lenocinio, l'omicidio preterintenzionale causato per l'uso di filtri amorosi o abortivi, o da maltrattamenti.
Consisteva nell'allontanamento temporaneo del soggetto in un luogo isolato, o proprio su un'isola, senza che questo prevedesse la perdita dello status giuridico di cittadino romano, pena accessoria prevista, invece, dalla deportatio in insulam.
La relegazione era una sorta di soggiorno obbligato in un luogo molto lontano da Roma, imposto a personaggi considerati pericolosi dalle autorità romane. A differenza dell'esilio, la relegatio non prevedeva la confisca dei beni e la perdita permanente dei diritti civili.  Il provvedimento aveva di solito una durata limitata nel tempo: il condannato, ricevuto il perdono, poteva far ritorno a Roma.
Tra le persone colpite da questa misura vi fu il poeta Ovidio, che subì la relegatio nell'8 d.C., anno in cui fu esiliato a Tomi, colonia romana sulle rive del Mar Nero (oggi in Romania). Ovidio rimase sempre vago rispetto a questo avvenimento, affermando di aver commesso duo crimina, carmen et error (Tristia, II, v.  212). Nel caso del poeta latino, tuttavia, la pena non fu mai revocata, nonostante le numerose suppliche di amici e parenti. Secondo taluni interpreti, Ovidio aveva intrattenuto rapporti epistolari e amicizie politiche avverse al regime imperiale.